# Tschagataiden
Tschagataiden (auch Chagataiden) werden die direkten Nachfahren des mongolischen Herrschers Tschagatai Khan genannt. Die Dynastie ist eine Linie der Dschingisiden.
Tschagatai Khan war der zweite Sohn Dschingis Khans, des Gründers des Mongolischen Reiches. Nach dem Tod des Vaters wurden auf dem eigens 1229 einberufenen Kuriltai alle eroberten Gebiete in vier Reiche aufgeteilt – für die drei lebenden leiblichen Brüdern Tschagatai, Ögedai und Tolui und den Nachkommen des 1227 verstorbenen vierten leiblichen Bruders Dschötschi. Tschagatai erhielt das Land am Ili und Tschüi, aus dem das Tschagatai-Khanat wurde. Dieser „Tschagatai-Ulus“ wurde im 13. bis zum 16. Jahrhundert von der von ihm begründeten Dynastie beherrscht.
Die Dynastie beherrschte danach im 14.–17. Jahrhundert das Östliche Tschagatai-Khanat in Mogulistan und 1514–1680 das Yarkant-Khanat.

## Herrscher und Herrscherinnen des Tschagatai-Khanats
- Tschagatai Khan († 1242)
- Kara Hülegü (auch Qara Hulagu 1242–1246, 1252), Sohn von Mutukan, dem ältesten Sohn von Tschagatai, Vater von Mubarak Schah. Seine Mutter Ebuskun regierte
- Yesun Möngke (auch Yisu Mengü, 1246/7–1251/52), fünfter Sohn Tschagatais
- Regentin Orghina (auch Urgana Khatan, 1252–1261), für ihren Sohn Mubarak Schah
- Algui (1261–1266), Sohn von Baidar, dem zweiten Sohn Tschagatais
- Mubarak Schah (1266), Sohn von Kara Hülegü und Orghina, Cousin von Boraq, konvertiert zum Islam
- Boraq (auch Barak, 1266–1271), Urenkel von Tschagatai, Vater von Du’a
- Nikkai Oghul (auch Negübei, 1271–1272), Cousin von Boraq
- Buga Timur (auch Buqa Temür, 1272–1274), Bruder von Taliqu
- Du’a (auch Duwa, 1282[2]–1307), Sohn von Boraq
- Köntschek (auch Kuntschik, 1306–1308), Sohn von Du’a
- Taliqu (auch Taliku, 1308–1309), Bruder von Buga Timur
- Kebek (1309, auch 1318–1326), Bruder von Tarmaschirin und Esen Buqa sowie Sohn von Du’a
- Esen Buqa (1310–1318), Sohn von Du’a, Bruder von Kebek
- Kebek (1318–1326), s. o.
- alternativ: Eljigidey (1326–1329) und Du’a Temür (1929–1330)
- Tarmaschirin (1327 oder 1331–1334), Bruder von Kebek und Sohn von Du’a
- Buzan (1334), Sohn von Du’a Temür, Neffe von Tarmaschirin
- Dschenkschi (1334–1338), älterer Bruder von Yesun Timur
- Yesun Timur (1338–1342), jüngerer Bruder von Dschenkschi
- (Ali Sultan (1342) aus dem Haus Ögedeis[3], Sohn von Kadan, der Sohn von Ögedei, also kein Tschagataide!)
- Muhammad I ibn Pulad (1342–1343), Urenkel von Boraq
- Kazan (1343–1346), mit ihm endet die Herrschaft über das gesamte Khanat

## Herrscher des Westlichen Tschagatai-Khanats
- Danischmand (auch Danischmjendsch, 1346–1348), zweiter Khan aus dem Haus Ögedei, also kein Tschagataide! Marionette von Kazagan.
- Bayan Kuli (1348–1358), Enkel von Du’a, weitere Marionette von Kazagan, beherrschte nur noch den Westteil des Westlichen Khanats.

Die Macht im Westteil hatte ab 1346 Kazagan, der 1357 ermordet wurde, ihm folgte sein Sohn Abdallah, der auch bald umkam. Es folgten weitere Machtkämpfe, bis 1370 Timur Lenk die Herrschaft errang.

## Herrscher im Östlichen Tschagatai-Khanat
- Tughluk Timur (1347–1363), ab 1360 auch Khan des Gesamtkhanats
- Ilias Hoja (1363– zirka 1369), Sohn von Tughluk, bis 1365 auch Khan des Gesamtkhanats
- (Qamar ad-Din (1365 oder 1368 – vor 1388), ein Dughlat, kein Tschagataide)
- Khizr Hoja (auch Khizr Chodscha oder Khidr Khwaja 1389–1399), Sohn von Tughluk
- Shams-i Jahan (zirka 1399–1408)
- Muhammed Khan (1408–1416)
- Naksh-i Jahan (1416–1418)
- Vais Khan (auch Uwais, 1418–1428), Vater von Yunus und Esen Bugha
- Satuq Khan, ein Marionettenherrscher Ulugh Begs (1428–1434)
- Esen Bugha (1428/34–1462), Sohn von Vais, jüngerer Bruder von Yunus
- Dost Muhammad (1462–1469), Sohn von Esen Bugha
- Kebek Sultan Oghlan (?)
- Yunus (1462–1487), Sohn von Vais, älterer Bruder von Esen Bugha, Vater von Ahmad und Mahmud
- Ahmad (1487–1503, im Osten in Aksu) und Mahmud (1487–1508, im Westen in Taschkent), beides Söhne von Yunus
- Mansur Khan (zirka 1503–1543 Herrscher im Osten in der Ili-Region, 1508–1514 Herrscher auch im Westen), Sohn von Ahmad, Vater von Schah Khan
- Schah Khan (1543–1570 Herrscher im Osten), Sohn von Mansur Khan, älterer Bruder von Muhammad Khan
- Muhammad Khan ibn Mansur Khan (1570- ), Sohn von Mansur Khan, jüngerer Bruder von Schah Khan, vor 1570 Khan in Turfan

## Herrscher im Yarkant-Khanat
- Sultan Said Khan (Teilherrscher in Kaschgar) (1514–1533)
- Abdur Raschid (ca. 1533–1565, Teilherrscher in Kaschgar) (1533–1560)
- Abdul Karim (1560–1592)
- Muhammad Sultan (1592–1610)
- Muhammed II (1610–1619)
- Shudja ad Din Ahmad Khan (1615)
- Kuraysh Sultan (1619)
- Abd al-Latif Anak Khan (1619–1631)
- Sultan Ahmad Khan (Pulat Khan) (1631–1632)
- Mahmud Sultan (Qilich Khan) (1632–1635)
- Sultan Ahmad Khan (Pulat Khan) (1635–1638)
- Abdullah Khan (1638–1667)
- Yulbars Khan (1667–1669)
- Abd al Latif Sultan (1669–1670)
- Ismail Khan (1667–1680)